# Hacienda San Jacinto
Monumento Histórico y Memorial Nacional «Casa Hacienda San Jacinto» es el lugar donde se libró la batalla de San Jacinto el 14 de septiembre de 1856 entre un grupo de 160 efectivos del nicaragüense Ejército del Septentrión ―al mando del coronel José Dolores Estrada Vado― y 300 filibusteros estadounidenses de William Walker ―comandados por su lugarteniente Byron Cole―, saliendo victoriosos los patriotas nicaragüenses, siendo la única batalla en el mundo que se ganó gracias a una estampida de caballos causada por el ataque a retaguardia, el cual fue ordenado por Estrada.

## Descripción
La Casa Hacienda San Jacinto está ubicada en los Llanos de Ostócal al este del municipio de Tipitapa, departamento de Managua.
Se encuentra a: 
- 3300 metros de la ruta nacional 1 (por la ruta local 70B),
- 22 km al norte de Tipitapa (por la ruta nacional 1),
- 43 km al noreste del centro de la ciudad de Managua  (por la ruta nacional 1).

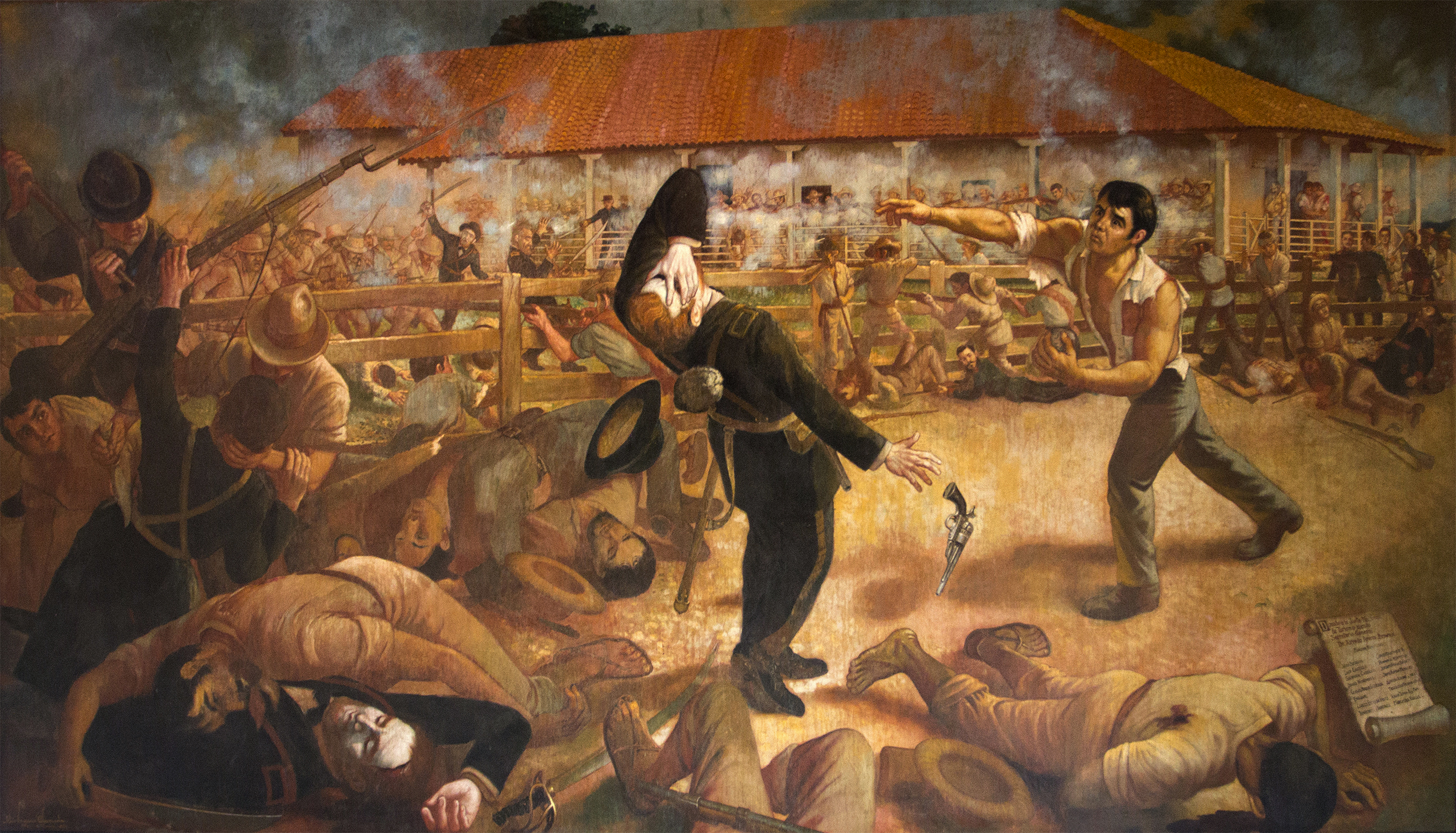
Cuadro La pedrada de Andrés Castro o La batalla de san Jacinto, hecho en 1962 por el pintor chileno Luis Vergara Ahumada. Se conserva en la casa hacienda.

Hoy en día es un museo histórico y memorial donde se expone el armamento usado por los patriotas, pinturas, fotografías, y otros objetos. En la sala oeste se conserva el cuadro La pedrada de Andrés Castro Estrada, que destaca en primer plano la pedrada que dio el héroe a un filibustero dentro del corral de madera -luego que salto el corral de piedras-, hecho en 1962 por el pintor chileno Luis Vergara Ahumada.

## Memorial

### Andrés Castro
En septiembre de 2000, Clemente Guido, entonces director del Instituto Nicaragüense de Cultura, confirmó que gracias al apoyo de un bisnieto de Andrés Castro Estrada, se conoció el lugar exacto de su tumba localizada en el Cementerio Municipal de Tipitapa.
Para rendirle el verdadero homenaje que se merece como Héroe Nacional de Nicaragua,sus restos cremados puestos en una urna especial fueron traslados a la histórica casa hacienda, donde defendió la soberanía nacional en 1856, por la Comandancia General del Ejército de Nicaragua, con el apoyo de la Alcaldía de Tipitapa y el Instituto Nicaragüense de Cultura.

### Indígenas flecheros Matagalpas
Por su gesta patriótica en defensa de la Soberanía Nacional, los indígenas flecheros matagalpas fueron declarados, mediante ley, Héroes Nacionales de Nicaragua. Eran jóvenes entre 16 y 28 años, en cantidad de entre 60 y 66, originarios de las cañadas de Yucul, Matapalo, San Pablo, El Chile, y Jucuapa, en el entonces partido de Matagalpa.
El descubrimiento de estos restos y su identificación fue según el dictamen arqueológico resultante de los estudios realizados por el Departamento Nacional de Arqueología de la Universidad Católica del Perú y el Instituto Nicaragüense de Cultura y en las revisiones in situ durante el año 2010, además del testimonio sobre la participación de estos en la batalla, escrito por el sargento Carlos Alegría.
Actualmente, los restos de indígenas flecheros matagalpas, depositados en urnas, reposan en un monumento erigido en su memoria a la entrada a la casa hacienda.

## La casa hacienda en la cultura popular
- La casa hacienda San Jacinto apareció por primera vez en billetes, en el reverso de los billetes de 10 córdobas, serie C, de 1972; mientras que, en el anverso apareció la estatua del sargento Andrés Castro hecha por la escultora Edith Gron e inaugurada en el centenario de la batalla en 1956.[5][6]

- Nuevamente apareció en el reverso de los billetes de 50 000 córdobas, serie FB, y de 10 000 000 de córdobas, serie FB, de 1989 y 1990, respectivamente. En el anverso de ambos billetes estaba la efigie del General José Dolores Estrada Vado.[7][8][9]

- En 2002 y 2006 apareció, por primera vez desde 1990, en el reverso de los billetes de 500 córdobas, series A y B, respectivamente. En el anverso de ambos billetes también estaba la efigie del General Estrada.[10][11][12]

- Desde 2007 la casa hacienda aparece en el anverso de los billetes de 10 córdobas, mientras que en el reverso aparece el Castillo de la Inmaculada Concepción.[13][14]